# Boltzmann-tényező
A Boltzmann-tényező a fizika egyik szakterminusa, egy súlyzó tényező, amely meghatározza egy többállapotú rendszerben az i állapotban lévő részecske relatív valószínűségét, amikor a rendszer termodinamikus egyensúlyban van T hőmérsékleten.
Normál esetben a Boltzmann-tényezőt a kanonikus halmazok leírásánál alkalmazzák. A nagy kanonikus halmazok esetén a Gibbs-tényező használata előnyösebb, mely figyelembe veszi a részecske mozgását a rendszer és a környezet között.
Annak a valószínűsége, hogy egy rendszer {\displaystyle E_{i}} állapotban van:
{\displaystyle P(E_{i})={\frac {1}{Z}}\exp {(-\beta E_{i}\,)}}
ahol {\displaystyle \beta } :
{\displaystyle \beta ={\frac {1}{k_{B}T}}}
{\displaystyle Z_{}}  a partíció függvény (statisztikai mechanika)
{\displaystyle k_{B}} a Boltzmann-állandó,
{\displaystyle T} a hőmérséklet
{\displaystyle E_{i}} az  {\displaystyle i} állapot energiája
A Boltzmann-tényező :
{\displaystyle \exp {(-\beta E_{i}\,)}=\exp {(-E_{i}/k_{B}T)}}

## Levezetés
Tekintsünk egy egyatomos rendszert {\displaystyle E_{1},E_{2},...} energia állapotokkal. Ez a rendszer kapcsolatban van egy hőtárolóval és a teljes energia:
{\displaystyle E=E_{s}+E_{r}=konstans}
ahol  {\displaystyle E_{s}} a rendszer teljes energiája és a
{\displaystyle E_{r}}  a teljes tárolt energia.
Egyensúlyban {\displaystyle R} és {\displaystyle S}  állapotai száma {\displaystyle \Omega } többszöröse. 
Így a teljes energia : 
{\displaystyle \Omega _{E}\approx \Omega _{R}(E_{R})-\Omega _{S}(E_{S})}
Az ekvipartíció-tételből következően annak valószínűsége, hogy egy atom {\displaystyle E_{j}} állapotban van, összefüggésben van a tároló állapotainak számával.
Tekintsük a két valószínűség arányát:
{\displaystyle {\frac {P(E_{2})}{P(E_{1})}}={\frac {\Omega _{R}(E-E_{2})}{\Omega _{R}(E-E_{1})}}}
az állapotok száma összefüggésbe hozható az entrópia elméletével a 
{\displaystyle S_{R}(E_{j})=k_{B}\ln[\Omega _{R}(E-E_{j})]} kifejezésen keresztül
amely adja:
{\displaystyle {\frac {P(E_{2})}{P(E_{1})}}={\frac {\exp {[{\frac {S_{R}(E_{2})}{k_{B}}}]}}{\exp {[{\frac {S_{R}(E_{1})}{k_{B}}}]}}}=\exp \left[{\frac {S_{R}(E_{2})-S_{R}(E_{1})}{k_{B}}}\right]}
Az alapvető termodinamikus összefüggésből következik, hogy a tároló (a kémiai potenciált elhanyagolva):
{\displaystyle dS_{R}={\frac {1}{T}}[dU_{R}+PdV_{R}]}
ahol {\displaystyle S_{R}}  az entrópia, {\displaystyle U_{R}} a belső energia, {\displaystyle P}  a nyomás, és {\displaystyle V} a térfogat.
Gázoknál indokolt feltételezni, hogy {\displaystyle PdV_{R}\ll dU_{R}}, így:
{\displaystyle \Delta S_{R}={\frac {1}{T}}\Delta U_{R}}
{\displaystyle \Delta S_{R}={\frac {1}{T}}[U_{R}(E_{2})-U_{R}(E_{1})]}
Energia tároláskor: 
{\displaystyle E=E_{R}+E_{i}} and {\displaystyle U_{R}(E_{j})=E-E_{j}}
melyből 
{\displaystyle \Delta S_{R}=-{\frac {1}{T}}(E_{1}-E_{2})} következik.
A valószínűség arányt behelyettesítve:
{\displaystyle {\frac {P(E_{2})}{P(E_{1})}}=\exp({\frac {-[E_{2}-E_{1}]}{k_{B}T}})={\frac {\exp {(-\beta E_{2})}}{\exp {(-\beta E_{1})}}}}
ahol {\displaystyle \beta } egy tetszőlegesen definiált jel, a Boltzmann-állandó és a hőmérséklet szorzatának reciproka.
A változók szeparálása után írhatjuk:
{\displaystyle {\frac {P(E_{2})}{\exp {(-\beta E_{2})}}}={\frac {P(E_{1})}{\exp {(-\beta E_{1})}}}=const={\frac {1}{Z}}}
és ezáltal:
{\displaystyle P(E_{i})={\frac {1}{Z}}\exp {(-\beta E_{i})}}

## Megjegyzés
A Boltzmann-tényező önmagában nem egy valószínűség, mert nincs normalizálva. A normalizáló tényező egy osztva a partíciófüggvénnyel, amely a Boltzmann-tényezők összege a rendszer összes állapotára vonatkozóan. Ez adja a Boltzmann-eloszlást.
A Boltzmann-tényezőből le lehet vezetni a következő statisztikákat: Maxwell–Boltzmann-statisztika, a Bose–Einstein-statisztika, és a  Fermi–Dirac-statisztika, amelyek leírja a klasszikus részecskék mozgását, valamint a kvantummechanika bozonjait és fermionjait.